# 連笑
連笑（れん しょう、连笑、Lian Xiao、1994年4月8日 - ）は、中国の囲碁棋士。遼寧省丹東市出身、中国囲棋協会に所属、九段。名人戦3連覇、天元戦3連覇4期、春蘭杯世界囲碁選手権戦ベスト4など。

## 経歴
5歳で囲碁を学び、2002年に北京で呉肇毅道場に入門。2007年晩報杯全国業余囲棋選手権戦準優勝、同年初段。2008年乙級リーグに初出場。2009年全国個人戦乙級2位、三段。2010年新人王戦ベスト4、リコー杯新秀戦優勝、甲級リーグに山東チームで初出場、LG杯ベスト16進出、四段。2012年中信銀行杯決勝で柁嘉熹に敗れ準優勝、全国囲棋個人戦2位、第8届威孚房開杯棋王戦ベスト4、17期LG杯ベスト8。
2013年、七段、阿含・桐山杯中国囲棋快棋公開戦優勝。2014年リコー杯囲棋戦優勝、名人戦挑戦者となるが陳耀燁に1-3で敗退。2015年、農心杯で副将として出場し韓国主将金志錫を破って中国優勝とした。同年名人戦で連続挑戦、3連勝で名人位となる。
2016、17年に名人戦防衛、天元戦で8連覇中の陳耀燁に2-0で勝ってタイトル獲得。同年九段昇段。2018年世界囲棋名人争覇戦で準優勝、天元戦防衛、棋聖戦で周睿羊に2-1でタイトル獲得するが、名人戦で羋昱廷に敗れる。
2019年天元戦3連覇、2024年にも4期目の天元位獲得。
中国棋士ランキングでは2012年20位、2014年11位、2016年7位、2018年4-8月に2位。甲級リーグでは、2015、16年、及び2021、22年に杭州チームで優勝。

## タイトル歴
- リコー杯新秀戦 2010年
- 阿含・桐山杯中国囲棋快棋公開戦 2013年
- 阿含・桐山杯日中決戦 2013年 ○村川大介
- リコー杯囲棋戦 2014年
- 名人戦 2015-17年
- 倡棋杯中国プロ囲棋選手権戦 2015年
- 中国囲棋天元戦 2017-19、2024年
- 洛陽龍門杯中国囲棋棋聖戦 2018年
- 全国智力運動会男子快棋戦 2019年

### 他の棋歴
国際棋戦
- 春蘭杯世界囲碁選手権戦 ベスト4 2021年、ベスト8 2016年
- LG杯世界棋王戦 ベスト8 2012年（○朴文尭、○朴廷桓、×崔哲瀚）
- Mlily夢百合杯世界囲碁オープン戦 ベスト8 2013年
- 百霊愛透杯世界囲碁オープン戦 ベスト8 2016年
- 新奥杯世界囲碁オープン戦 2017年ベスト8
- 三星火災杯世界囲碁マスターズ 2018年ベスト8、2021年ベスト8、2023年ベスト8
- 衢州爛柯杯世界囲碁オープン戦 2023年ベスト8
- おかげ杯国際新鋭対抗戦 2014年 3-0（○金庭賢、○瀬戸大樹、○陳詩淵）
- 中国保山東駿薬業杯世界囲棋名人争覇戦 準優勝 2018年
- 農心辛ラーメン杯世界囲碁最強戦
  - 2015年(16回) 1-0（○金志錫）
  - 2016年(17回) 0-1（×李世乭）
  - 2022-23年(24回) 1-1（○姜東潤、×井山裕太）
- 日中韓ペア碁名人選手権 準優勝 2018年（高星とペア）

国内棋戦
- 全国囲棋個人戦 2位 2012年
- 中信銀行杯電視囲棋快棋戦/浙江平湖・当湖十局杯CCTV電視快棋戦 準優勝 2012年、2021年
- 倡棋杯中国プロ囲棋選手権戦 準優勝 2013、16年
- 洛陽龍門杯中国囲棋棋聖戦 挑戦者 2014年
- 名人戦 挑戦者 2014年
- 騰訊囲棋選手権戦 準優勝 2017年
- 竜星戦 準優勝 2018年
- 全国智力運動会 2019年男子団体戦優勝（浙江チーム）、2023年男子団体戦2位（上海チーム）、同年男子快棋戦3位
- 全国運動会 2021年男子個人戦3位
- 中国囲棋甲級リーグ戦
  - 2008年乙級（深圳棋院）5-2
  - 2009年乙級（広東東湖棋院倶楽部有限公司）5-2
  - 2010年（山東景芝酒業）10-8
  - 2011年乙級（杭州囲棋学校）4-3
  - 2012年（蘇泊爾杭州）13-7
  - 2013年（蘇泊爾杭州）7-10
  - 2014年乙級（蘇泊爾杭州）3-4
  - 2015年（蘇泊爾杭州）11-10
  - 2016年（蘇泊爾杭州、優勝）16-6（最高人気賞）
  - 2017年（蘇泊爾杭州、優勝）14-12
  - 2018年（蘇泊爾杭州）19-7
  - 2019年（蘇泊爾杭州）11-3
  - 2020年（蘇泊爾杭州）6-9
  - 2021年（蘇泊爾杭州、優勝）7-8
  - 2022年（蘇泊爾杭州、優勝）10-5
  - 2023年（蘇泊爾杭州）11-4